# Gary Berland
Gary M. „Bones“ Berland (* 9. Mai 1950 in Gardena, Kalifornien; † 6. Februar 1988) war ein professioneller US-amerikanischer Pokerspieler und fünffacher Braceletgewinner der World Series of Poker.

## Pokerkarriere

### Werdegang
Berland erlange durch Erfolge bei der World Series of Poker (WSOP) im Binion’s Horseshoe in Las Vegas international Bekanntheit. Innerhalb der Jahre 1977 bis 1979 gewann er fünf Bracelets in den Varianten Seven Card Stud und Razz. 1977 wurde er im Main Event hinter Doyle Brunson Zweiter, ging aber aufgrund der damaligen Preisgeldstruktur leer aus.
Laut Brunson starb Berland kurz nach der WSOP 1987 an einer seltenen Blutkrankheit. Bis dahin erspielte sich Berland knapp 400.000 US-Dollar in offiziellen Pokerturnieren.

### Braceletübersicht
Berland kam bei der WSOP elfmal ins Geld und gewann fünf Bracelets:
| Jahr | Buy-in (in $) | Turnier                     | Teilnehmer | Preisgeld (in $) |
| ---- | ------------- | --------------------------- | ---------- | ---------------- |
| 1977 | 0500          | Limit Razz                  | 21         | 06.300           |
| 1978 | 1000          | Limit Razz                  | 32         | 19.200           |
| 1978 | 0500          | Limit Seven Card Stud       | 57         | 17.100           |
| 1979 | 0500          | Limit Seven Card Stud       | 80         | 24.000           |
| 1979 | 1000          | Limit Seven Card Stud Hi-Lo | 34         | 20.400           |